# Christoph Friedrich Jasche
Christoph Friedrich Jasche (15 octobre 1780 à Drübeck - 12 juin 1871 à Ilsenburg) est un naturaliste allemand.

## Œuvres
- Anleitung zur Gebirgskunde nebst einer tabellarischen Übersicht der Gebirgsarten nach ihrer Struktur, Formation, Vorkommen, Übergang, Erzführung und Gebrauch. Zweite Ausgabe, Erfurt, Keyser, 1816.